# Wereldkampioenschap voetbal 1998 (kwalificatie AFC)
36 teams schreven zich in voor de kwalificatie van het wereldkampioenschap voetbal 1998, het WK werd van 24 naar 32 uitgebreid, hierdoor kreeg de AFC 1 ticket meer dan voorheen en er was ook nog een 4de ticket voor een team van de AFC of OFC

## Opzet
- Eerste ronde: De 36 teams worden in 10 groepen van 3 of 4 verdeeld, de teams speelden uit en thuis behalve in groep 10 waar ze maar 1 keer tegen elkaar speelden. De groepswinnaars gaan naar de finaleronde.
- Finaleronde: De 10 teams werden in 2 groepen van 5 verdeeld, de winnaar kwalificeert zich, de nummers 2 gaan naar de play-offs.
- Play-offs: De 2 teams spelen tegen elkaar in Maleisië, de winnaar kwalificeert zich en de verliezer speelt tegen een team van de OFC voor een laatste plaats.

## Gekwalificeerde landen
| FIFA-lid      | Confederatie | Kwalificatie       | Kwal. datum      | Aantal dln. (incl. 1998) | Dln. op rij | Eerste dln. | Laatste dln. | Titels (excl. 1998) | Beste prestatie |
| ------------- | ------------ | ------------------ | ---------------- | ------------------------ | ----------- | ----------- | ------------ | ------------------- | --------------- |
| Zuid-Korea    | AFC          | Winnaar groep B    | 18 oktober 1997  | 5e                       | 4           | 1954        | 1994         | 0                   | Groepsfase      |
| Japan         | AFC          | Winnaar play-off   | 16 november 1997 | 1e                       | 1           | n.v.t.      | n.v.t.       | n.v.t.              | n.v.t.          |
| Saoedi-Arabië | AFC          | Winnaar groep A    | 12 november 1997 | 2e                       | 2           | 1994        | 1994         | 0                   | Achtste finale  |
| Iran          | AFC          | play-off (AFC–OFC) | 29 november 1997 | 2e                       | 1           | 1978        | 1978         | 0                   | Groepsfase      |

Legenda

## Eerste ronde
Voor de finale-poule konden tien landen zich plaatsen, veel verrassingen waren er niet, alleen Irak verloor twee keer van nieuwkomer Kazachstan, een andere finalist van het vorige WK Noord-Korea schreef zich niet in. De andere finalisten van het vorige WK, Zuid-Korea, Saudi-Arabië, Japan en Iran plaatsten zich wel, aangevuld met China, de Verenigde Arabische Emiraten, Koeweit, Qatar en een andere voormalige Sovjet-Republiek Oezbekistan, dat weinig problemen had zich te ontdoen van Jemen. Iran zorgde voor een nieuw record: het won met 17-0 van de Maldiven, Bagheri scoorde zeven doelpunten.

### Groep 1
| Pos | Land           | Wed | Win | Gel | Ver | DV | DT | +/- | Pnt |
| --- | -------------- | --- | --- | --- | --- | -- | -- | --- | --- |
| 1.  | Saoedi-Arabië  | 6   | 5   | 1   | 0   | 18 | 1  | +17 | 16  |
| 2.  | Maleisië       | 6   | 3   | 2   | 1   | 5  | 3  | +2  | 11  |
| 3.  | Chinees Taipei | 6   | 1   | 1   | 4   | 4  | 13 | –9  | 4   |
| 4.  | Bangladesh     | 6   | 1   | 0   | 5   | 4  | 14 | –10 | 3   |

|               |                |                                 |               |                                                                                         |
| 16 maart 1997 | Chinees Taipei | 0 – 2                           | Saoedi-Arabië | Shah Alamstadion, Shah Alam Toeschouwers: 15.000 Scheidsrechter: Hiroyuki Umemoto (JPN) |
| 16 maart 1997 |                | O.Al-Dosari 34' Al-Shahrani 37' |               | Shah Alamstadion, Shah Alam Toeschouwers: 15.000 Scheidsrechter: Hiroyuki Umemoto (JPN) |

|               |                     |       |            |                                                                                   |
| 16 maart 1997 | Maleisië            | 2 – 0 | Bangladesh | Shah Alamstadion, Shah Alam Toeschouwers: 25.000 Scheidsrechter: Wei Jihong (CHN) |
| 16 maart 1997 | Azman 43' Abdul 87' |       |            | Shah Alamstadion, Shah Alam Toeschouwers: 25.000 Scheidsrechter: Wei Jihong (CHN) |

|               |            |       |                                                      |                                                  |
| 18 maart 1997 | Bangladesh | 1 – 3 | Chinees Taipei                                       | Shah Alamstadion, Shah Alam Toeschouwers: 10.000 |
| 18 maart 1997 | Rana 56'   |       | Lin Wen Han 59' Huang Che-ming 62' Chen Kuei-jen 78' | Shah Alamstadion, Shah Alam Toeschouwers: 10.000 |

|               |          |       |               |                                                                                         |
| 18 maart 1997 | Maleisië | 0 – 0 | Saoedi-Arabië | Shah Alamstadion, Shah Alam Toeschouwers: 20.000 Scheidsrechter: Hiroyuki Umemoto (JPN) |
| 18 maart 1997 |          |       |               | Shah Alamstadion, Shah Alam Toeschouwers: 20.000 Scheidsrechter: Hiroyuki Umemoto (JPN) |

|               |            |       |                                                               |                                                                                    |
| 20 maart 1997 | Bangladesh | 1 – 4 | Saoedi-Arabië                                                 | Shah Alamstadion, Shah Alam Toeschouwers: 5.000 Scheidsrechter: Fong Fat Wah (HKG) |
| 20 maart 1997 | Rana 44'   |       | Al-Muwallid 20' Al-Temawi 27' Al-Shahrani 65' Al-Mehallel 73' | Shah Alamstadion, Shah Alam Toeschouwers: 5.000 Scheidsrechter: Fong Fat Wah (HKG) |

|               |                          |       |                |                                                                                             |
| 20 maart 1997 | Maleisië                 | 2 – 0 | Chinees Taipei | Shah Alamstadion, Shah Alam Toeschouwers: 10.293 Scheidsrechter: Ahmed Ibrahim Hakeem (UAE) |
| 20 maart 1997 | Che Zambil 2' Sulong 16' |       |                | Shah Alamstadion, Shah Alam Toeschouwers: 10.293 Scheidsrechter: Ahmed Ibrahim Hakeem (UAE) |

|               |                |       |          |                                                                                             |
| 27 maart 1997 | Chinees Taipei | 0 – 0 | Maleisië | Youth Welfare, Jeddah Toeschouwers: 20.000 Scheidsrechter: Mohamed Bin Khamis Al Kabi (OMA) |
| 27 maart 1997 |                |       |          | Youth Welfare, Jeddah Toeschouwers: 20.000 Scheidsrechter: Mohamed Bin Khamis Al Kabi (OMA) |

|               |                                            |       |            |                                                                                   |
| 27 maart 1997 | Saoedi-Arabië                              | 3 – 0 | Bangladesh | Youth Welfare, Jeddah Toeschouwers: 20.000 Scheidsrechter: Ahmad Nabil Ayad (LIB) |
| 27 maart 1997 | Al-Shahrani O.Al-Dosari Abdullah Al-Dosari |       |            | Youth Welfare, Jeddah Toeschouwers: 20.000 Scheidsrechter: Ahmad Nabil Ayad (LIB) |

|               |                                      |       |          |                                                                                   |
| 29 maart 1997 | Saoedi-Arabië                        | 3 – 0 | Maleisië | Youth Welfare, Jeddah Toeschouwers: 15.000 Scheidsrechter: Pirom Un-Prasert (THA) |
| 29 maart 1997 | Al-Muwallid 59', 85' O.Al-Dosari 87' |       |          | Youth Welfare, Jeddah Toeschouwers: 15.000 Scheidsrechter: Pirom Un-Prasert (THA) |

|               |                |       |                    |                                                                               |
| 29 maart 1997 | Chinees Taipei | 1 – 2 | Bangladesh         | Youth Welfare, Jeddah Toeschouwers: 2.000 Scheidsrechter: Omar Abu Loom (JOR) |
| 29 maart 1997 | Hsu Te Ming    |       | Alfaz Ahmed Imtiaz | Youth Welfare, Jeddah Toeschouwers: 2.000 Scheidsrechter: Omar Abu Loom (JOR) |

|               |            |        |          |                                                                                  |
| 31 maart 1997 | Bangladesh | 0 – 1  | Maleisië | Youth Welfare, Jeddah Toeschouwers: 6.000 Scheidsrechter: Pirom Un-Prasert (THA) |
| 31 maart 1997 |            | Zainal |          | Youth Welfare, Jeddah Toeschouwers: 6.000 Scheidsrechter: Pirom Un-Prasert (THA) |

|               |                                                                           |       |                |                                                                               |
| 31 maart 1997 | Saoedi-Arabië                                                             | 6 – 0 | Chinees Taipei | Youth Welfare, Jeddah Toeschouwers: 9.000 Scheidsrechter: Kim Young-Joo (KOR) |
| 31 maart 1997 | Al-Jaber 3' 16' 63' Al-Muwallid 5' Abdulaziz Al-Dosari 30' Al-Zahrani 46' |       |                | Youth Welfare, Jeddah Toeschouwers: 9.000 Scheidsrechter: Kim Young-Joo (KOR) |

### Groep 2
| Pos | Land      | Wed | Win | Gel | Ver | DV | DT | +/- | Pnt |
| --- | --------- | --- | --- | --- | --- | -- | -- | --- | --- |
| 1.  | Iran      | 6   | 5   | 1   | 0   | 39 | 3  | +36 | 16  |
| 2.  | Kirgizië  | 5   | 3   | 0   | 2   | 12 | 11 | +1  | 9   |
| 3.  | Syrië     | 5   | 2   | 1   | 2   | 27 | 5  | +22 | 7   |
| 4.  | Malediven | 6   | 0   | 0   | 6   | 0  | 59 | –59 | 0   |

|                   |           | |      |                                                                                  |
| 2 juni 1997 16:30 | Malediven | 0 – 17 | Iran | Abbasiyyinstadion, Damascus Toeschouwers: 7.000 Scheidsrechter: An Bong-Ki (KOR) |
| 2 juni 1997 16:30 |           | Bagheri 9', 13', 16', 60', 66', 67', 86' Estili 29', 47', 55' Azizi 35', 36' Shahroudi 56' Mahdavikia 63' Daei 75', 77' Minavand 87' |      | Abbasiyyinstadion, Damascus Toeschouwers: 7.000 Scheidsrechter: An Bong-Ki (KOR) |

|             |                                                                                                   |        |           |                                                                                          |
| 4 juni 1997 | Syrië                                                                                             | 12 – 0 | Malediven | Abbasiyyinstadion, Damascus Toeschouwers: 15.000 Scheidsrechter: Esa Mohamed Saleh (UAE) |
| 4 juni 1997 | Bayazid 7', 13' Jokhadar 9', 37', 89' Rifai 10' Jabban 12', 78' Srour 21' Zaher 49' Boshi 70' 79' |        |           | Abbasiyyinstadion, Damascus Toeschouwers: 15.000 Scheidsrechter: Esa Mohamed Saleh (UAE) |

|                   |          |                                                                    |      |                                                                                      |
| 4 juni 1997 15:30 | Kirgizië | 0 – 7                                                              | Iran | Abbasiyyinstadion, Damascus Toeschouwers: 8.000 Scheidsrechter: Shamsul Maidin (SIN) |
| 4 juni 1997 15:30 |          | Bagheri 35', 51' Daei 57' Majidi 68', 88' Minavand 76' Mousavi 82' |      | Abbasiyyinstadion, Damascus Toeschouwers: 8.000 Scheidsrechter: Shamsul Maidin (SIN) |

|                   |       |          |      |                                                                                        |
| 6 juni 1997 17:30 | Syrië | 0 – 1    | Iran | Abbasiyyinstadion, Damascus Toeschouwers: 33.000 Scheidsrechter: Masayoshi Okada (JPN) |
| 6 juni 1997 17:30 |       | Daei 65' |      | Abbasiyyinstadion, Damascus Toeschouwers: 33.000 Scheidsrechter: Masayoshi Okada (JPN) |

|             |                                       |       |           |                                                                                   |
| 6 juni 1997 | Kirgizië                              | 3 – 0 | Malediven | Abbasiyyinstadion, Damascus Toeschouwers: 7.000 Scheidsrechter: Wang Xuezhi (CHN) |
| 6 juni 1997 | Korzanov 4' Merzlikin 24' Yusupov 28' |       |           | Abbasiyyinstadion, Damascus Toeschouwers: 7.000 Scheidsrechter: Wang Xuezhi (CHN) |

|                   |                           |       |            |                                                                                   |
| 9 juni 1997 19:00 | Iran                      | 3 – 1 | Kirgizië   | Azadistadion, Teheran Toeschouwers: 50.000 Scheidsrechter: Pirom Un-Prasert (THA) |
| 9 juni 1997 19:00 | Azizi 3', 77' Bagheri 52' |       | Kutsov 16' | Azadistadion, Teheran Toeschouwers: 50.000 Scheidsrechter: Pirom Un-Prasert (THA) |

|             |           |                                                                                                 |       |                                                                                         |
| 9 juni 1997 | Malediven | 0 – 12                                                                                          | Syrië | Azadistadion, Teheran Toeschouwers: 25.000 Scheidsrechter: Mohamed Nazri Abdullah (MAS) |
| 9 juni 1997 |           | Agha 24', 50' Dib 55' Taleb 60' Bayazid 62', 63', 87' Rihawi 66' Abrash 80', 90' Zaher 85', 89' |       | Azadistadion, Teheran Toeschouwers: 25.000 Scheidsrechter: Mohamed Nazri Abdullah (MAS) |

|                    |                                                                                           |       |           |                                                                                  |
| 11 juni 1997 19:00 | Iran                                                                                      | 9 – 0 | Malediven | Azadistadion, Teheran Toeschouwers: 30.000 Scheidsrechter: Mohamed Sanhoub (YEM) |
| 11 juni 1997 19:00 | Mansourian 15', 44' Bagheri 22', 39' Daei 33', 43' Mahdavikia 38' Shahroudi 68' Azizi 87' |       |           | Azadistadion, Teheran Toeschouwers: 30.000 Scheidsrechter: Mohamed Sanhoub (YEM) |

|              |                         |       |           |                                                                             |
| 11 juni 1997 | Kirgizië                | 2 – 1 | Syrië     | Azadistadion, Teheran Toeschouwers: 15.000 Scheidsrechter: Yu Jingyin (CHN) |
| 11 juni 1997 | Sardarov 76' Kutsov 89' |       | Boshi 84' | Azadistadion, Teheran Toeschouwers: 15.000 Scheidsrechter: Yu Jingyin (CHN) |

|              |                              |       |                       |                                                                                          |
| 13 juni 1997 | Iran                         | 2 – 2 | Syrië                 | Azadistadion, Teheran Toeschouwers: 100.000 Scheidsrechter: Mohamed Nazri Abdullah (MAS) |
| 13 juni 1997 | Shahroudi 10' Mansourian 30' |       | Boshi 11' Bayazid 39' | Azadistadion, Teheran Toeschouwers: 100.000 Scheidsrechter: Mohamed Nazri Abdullah (MAS) |

|              |           |                                                                    |          |                                                                                  |
| 13 juni 1997 | Malediven | 0 – 6                                                              | Kirgizië | Azadistadion, Teheran Toeschouwers: 70.000 Scheidsrechter: Fahed Al-Damisi (JOR) |
| 13 juni 1997 |           | Merzlikin 14' Chertkov 22' Kutsov 26' Haitbaev 47', 89' Ivanov 47' |          | Azadistadion, Teheran Toeschouwers: 70.000 Scheidsrechter: Fahed Al-Damisi (JOR) |

De wedstrijd tussen Syrië en Kirgizië werd niet gespeeld.

### Groep 3
| Pos | Land     | Wed | Win | Gel | Ver | DV | DT | +/- | Pnt |
| --- | -------- | --- | --- | --- | --- | -- | -- | --- | --- |
| 1.  | V.A.E.   | 4   | 3   | 1   | 0   | 7  | 1  | +6  | 10  |
| 2.  | Jordanië | 4   | 1   | 1   | 2   | 4  | 4  | 0   | 4   |
| 3.  | Bahrein  | 4   | 1   | 0   | 3   | 3  | 9  | –6  | 3   |

|              |          |       |                              |                                                                                                  |
| 8 april 1997 | Jordanië | 0 – 0 | Verenigde Arabische Emiraten | Bahrain National Stadium, Riffa Toeschouwers: 3.000 Scheidsrechter: Omer Saleh Al Mehannah (KSA) |
| 8 april 1997 |          |       |                              | Bahrain National Stadium, Riffa Toeschouwers: 3.000 Scheidsrechter: Omer Saleh Al Mehannah (KSA) |

|               |             |       |                              |                                                                                   |
| 11 april 1997 | Bahrein     | 1 – 2 | Verenigde Arabische Emiraten | Bahrain National Stadium, Riffa Toeschouwers: 18.000 Scheidsrechter: Lu Jun (CHN) |
| 11 april 1997 | Darwish 84' |       | Abdulla 18', 57'             | Bahrain National Stadium, Riffa Toeschouwers: 18.000 Scheidsrechter: Lu Jun (CHN) |

|               |               |       |          |                                                                                           |
| 14 april 1997 | Bahrein       | 1 – 0 | Jordanië | Bahrain National Stadium, Riffa Toeschouwers: 4.000 Scheidsrechter: Eskandar Hammal (SYR) |
| 14 april 1997 | Al-Doseri 27' |       |          | Bahrain National Stadium, Riffa Toeschouwers: 4.000 Scheidsrechter: Eskandar Hammal (SYR) |

|               |                                                    |       |            |                                                                                     |
| 19 april 1997 | Jordanië                                           | 4 – 1 | Bahrein    | Sharjahstadion, Sharjah Toeschouwers: 4.000 Scheidsrechter: Menfi Redha Falah (IRQ) |
| 19 april 1997 | Tadrus 14', 89' Qasem Al-Sheikh 33' Al-Khateeb 88' |       | Rashed 43' | Sharjahstadion, Sharjah Toeschouwers: 4.000 Scheidsrechter: Menfi Redha Falah (IRQ) |

|               |                              |       |         |                                                                                |
| 22 april 1997 | Verenigde Arabische Emiraten | 3 – 0 | Bahrein | Sharjahstadion, Sharjah Toeschouwers: 12.000 Scheidsrechter: Kiyoshi Ota (JPN) |
| 22 april 1997 | Saeed 14' Mubarak 50', 60'   |       |         | Sharjahstadion, Sharjah Toeschouwers: 12.000 Scheidsrechter: Kiyoshi Ota (JPN) |

|               |                              |       |          |                                                                                   |
| 26 april 1997 | Verenigde Arabische Emiraten | 2 – 0 | Jordanië | Sharjahstadion, Sharjah Toeschouwers: 12.000 Scheidsrechter: Hossein Asgari (IRN) |
| 26 april 1997 | Al Talyani 27' Mubarak 88'   |       |          | Sharjahstadion, Sharjah Toeschouwers: 12.000 Scheidsrechter: Hossein Asgari (IRN) |

### Groep 4
| Pos | Land  | Wed | Win | Gel | Ver | DV | DT | +/- | Pnt |
| --- | ----- | --- | --- | --- | --- | -- | -- | --- | --- |
| 1.  | Japan | 6   | 5   | 1   | 0   | 31 | 1  | +30 | 16  |
| 2.  | Oman  | 6   | 4   | 1   | 1   | 14 | 2  | +12 | 13  |
| 3.  | Macau | 6   | 1   | 1   | 4   | 3  | 28 | –25 | 4   |
| 4.  | Nepal | 6   | 0   | 1   | 5   | 2  | 19 | –17 | 1   |

|               |            |       |           |                                                                                                |
| 23 maart 1997 | Nepal      | 1 – 1 | Macau     | Sultan Qaboos Sports Complex, Muscat Toeschouwers: 500 Scheidsrechter: Mahmoud Nurilddin (IRQ) |
| 23 maart 1997 | Khadka 23' |       | Cheng 13' | Sultan Qaboos Sports Complex, Muscat Toeschouwers: 500 Scheidsrechter: Mahmoud Nurilddin (IRQ) |

|               |      |           |       | |
| 23 maart 1997 | Oman | 0 – 1     | Japan | Sultan Qaboos Sports Complex, Muscat Toeschouwers: 2.000 Scheidsrechter: Nik Ahmad HajiI Yaakub (MAS) |
| 23 maart 1997 |      | Omura 10' |       | Sultan Qaboos Sports Complex, Muscat Toeschouwers: 2.000 Scheidsrechter: Nik Ahmad HajiI Yaakub (MAS) |

|               |       |                                                                                     |       |                                                                                          |
| 25 maart 1997 | Macau | 0 – 10                                                                              | Japan | Sultan Qaboos Sports Complex, Muscat Toeschouwers: 600 Scheidsrechter: Wang Xuezhi (CHN) |
| 25 maart 1997 |       | Akita 1' Takagi 14', 33', 72' Soma 45' Miura 54', 89' Moroshima 80', 82' Nanami 86' |       | Sultan Qaboos Sports Complex, Muscat Toeschouwers: 600 Scheidsrechter: Wang Xuezhi (CHN) |

|               |                |       |       |                                                                                               |
| 25 maart 1997 | Oman           | 1 – 0 | Nepal | Sultan Qaboos Sports Complex, Muscat Toeschouwers: 1.000 Scheidsrechter: Yousef Shaikho (SYR) |
| 25 maart 1997 | Al Busaidy 75' |       |       | Sultan Qaboos Sports Complex, Muscat Toeschouwers: 1.000 Scheidsrechter: Yousef Shaikho (SYR) |

|               |       |                                                        |       |                                                                                                 |
| 27 maart 1997 | Nepal | 0 – 6                                                  | Japan | Sultan Qaboos Sports Complex, Muscat Toeschouwers: 500 Scheidsrechter: Sardar Nadjafaliev (UZB) |
| 27 maart 1997 |       | Morishima 24' Takagi 47', 55', 89' Omura 76' Honda 90' |       | Sultan Qaboos Sports Complex, Muscat Toeschouwers: 500 Scheidsrechter: Sardar Nadjafaliev (UZB) |

|               |                                             |       |       |                                                                                              |
| 27 maart 1997 | Oman                                        | 4 – 0 | Macau | Sultan Qaboos Sports Complex, Muscat Toeschouwers: 0 Scheidsrechter: Mahmoud Nurilddin (IRQ) |
| 27 maart 1997 | Samir 32' Al Siyabi 42', 56' Abdul Noor 83' |       |       | Sultan Qaboos Sports Complex, Muscat Toeschouwers: 0 Scheidsrechter: Mahmoud Nurilddin (IRQ) |

|              |                                                                             |        |       |                                                                                             |
| 22 juni 1997 | Japan                                                                       | 10 – 0 | Macau | Olympisch Stadion, Tokio Toeschouwers: 27.342 Scheidsrechter: Ali Naghi Mostafanezhad (IRN) |
| 22 juni 1997 | Nakata 17', 61' Nishizawa 21' Miura 23', 29', 44', 57', 62', 79' Nanami 42' |        |       | Olympisch Stadion, Tokio Toeschouwers: 27.342 Scheidsrechter: Ali Naghi Mostafanezhad (IRN) |

|              |       |                                                                                   |      |                                                                                |
| 22 juni 1997 | Nepal | 0 – 6                                                                             | Oman | Olympisch Stadion, Tokio Toeschouwers: 15.875 Scheidsrechter: Sun Baojie (CHN) |
| 22 juni 1997 |       | Shakya 1' (e.d.) Al Busaidy 13' Ahmed Hassan 17', 50' Al Araimi 73' Al Masori 78' |      | Olympisch Stadion, Tokio Toeschouwers: 15.875 Scheidsrechter: Sun Baojie (CHN) |

|              |                              |       |       |                                                                                              |
| 25 juni 1997 | Japan                        | 3 – 0 | Nepal | Olympisch Stadion, Tokio Toeschouwers: 28.360 Scheidsrechter: Abayawansa Mahasena Yapa (SRI) |
| 25 juni 1997 | Nishizawa 44' Miura 72', 87' |       |       | Olympisch Stadion, Tokio Toeschouwers: 28.360 Scheidsrechter: Abayawansa Mahasena Yapa (SRI) |

|              |       |                                |      |                                                                                      |
| 25 juni 1997 | Macau | 0 – 2                          | Oman | Olympisch Stadion, Tokio Toeschouwers: 8.737 Scheidsrechter: Mahmoud Al Rifaee (SYR) |
| 25 juni 1997 |       | Al Araimi 44' Ahmed Hassan 89' |      | Olympisch Stadion, Tokio Toeschouwers: 8.737 Scheidsrechter: Mahmoud Al Rifaee (SYR) |

|              |           |       |           |                                                                                            |
| 28 juni 1997 | Japan     | 1 – 1 | Oman      | Olympisch Stadion, Tokio Toeschouwers: 48.839 Scheidsrechter: Selearajen Subramaniam (MAS) |
| 28 juni 1997 | Nakata 4' |       | Samir 63' | Olympisch Stadion, Tokio Toeschouwers: 48.839 Scheidsrechter: Selearajen Subramaniam (MAS) |

|              |                             |       |                   |                                               |
| 28 juni 1997 | Macau                       | 2 – 1 | Nepal             | Olympisch Stadion, Tokio Toeschouwers: 22.972 |
| 28 juni 1997 | Che 78' da Cruz Martins 89' |       | Deepak Amatya 19' | Olympisch Stadion, Tokio Toeschouwers: 22.972 |

### Groep 5
| Pos | Land        | Wed | Win | Gel | Ver | DV | DT | +/- | Pnt |
| --- | ----------- | --- | --- | --- | --- | -- | -- | --- | --- |
| 1.  | Oezbekistan | 6   | 5   | 1   | 0   | 20 | 3  | +17 | 16  |
| 2.  | Jemen       | 6   | 2   | 2   | 2   | 10 | 7  | +3  | 8   |
| 3.  | Indonesië   | 6   | 1   | 4   | 1   | 11 | 6  | +5  | 7   |
| 4.  | Cambodja    | 6   | 0   | 1   | 5   | 2  | 27 | –25 | 1   |

|              |                                                             |       |          |                                                                                         |
| 6 april 1997 | Indonesië                                                   | 8 – 0 | Cambodja | Senayan Main Stadium, Jakarta Toeschouwers: 25.000 Scheidsrechter: Shamsul Maidin (SIN) |
| 6 april 1997 | Putro 1' Lubis 6', 52' Putiray 12', 44', 70' Wabia 31', 36' |       |          | Senayan Main Stadium, Jakarta Toeschouwers: 25.000 Scheidsrechter: Shamsul Maidin (SIN) |

|               |           |       |       |                                                                                                 |
| 13 april 1997 | Indonesië | 0 – 0 | Jemen | Senayan Main Stadium, Jakarta Toeschouwers: 25.000 Scheidsrechter: Selearajen Subramaniam (MAS) |
| 13 april 1997 |           |       |       | Senayan Main Stadium, Jakarta Toeschouwers: 25.000 Scheidsrechter: Selearajen Subramaniam (MAS) |

|               |          |             |       | |
| 20 april 1997 | Cambodja | 0 – 1       | Jemen | Phnom Penh National Olympic Stadium, Phnom Penh Toeschouwers: 20.000 Scheidsrechter: Ng Yim Kin (HKG) |
| 20 april 1997 |          | Dariban 39' |       | Phnom Penh National Olympic Stadium, Phnom Penh Toeschouwers: 20.000 Scheidsrechter: Ng Yim Kin (HKG) |

|               |              |       |           | |
| 27 april 1997 | Cambodja     | 1 – 1 | Indonesië | Phnom Penh National Olympic Stadium, Phnom Penh Toeschouwers: 30.000 Scheidsrechter: Li Haiseng (CHN) |
| 27 april 1997 | Sochetra 65' |       | Putro 80' | Phnom Penh National Olympic Stadium, Phnom Penh Toeschouwers: 30.000 Scheidsrechter: Li Haiseng (CHN) |

|            |       |              |             |                                                                                                |
| 9 mei 1997 | Jemen | 0 – 1        | Oezbekistan | Althawra Sports City Stadion, Sanaa Toeschouwers: 28.000 Scheidsrechter: Yousef Sawarkeh (JOR) |
| 9 mei 1997 |       | Khasanov 27' |             | Althawra Sports City Stadion, Sanaa Toeschouwers: 28.000 Scheidsrechter: Yousef Sawarkeh (JOR) |

|             |                                                               |       |          |                                                                                            |
| 16 mei 1997 | Jemen                                                         | 7 – 0 | Cambodja | Althawra Sports City Stadion, Sanaa Toeschouwers: 40.000 Scheidsrechter: Khaled Dalu (SYR) |
| 16 mei 1997 | Al Ariki 4', 13', 15', 83' Noman 50' Bashafal 55' Abdulla 65' |       |          | Althawra Sports City Stadion, Sanaa Toeschouwers: 40.000 Scheidsrechter: Khaled Dalu (SYR) |

|             |                                                                     |       |          |                                                                                                |
| 25 mei 1997 | Oezbekistan                                                         | 6 – 0 | Cambodja | Pakhtakor Markaziystadion, Tasjkent Toeschouwers: 53.000 Scheidsrechter: Viktor Kolpakov (KGZ) |
| 25 mei 1997 | Shirshov 8' Khasanov 18' Lebedev 38', 73' Fedorov 45' Irismetov 55' |       |          | Pakhtakor Markaziystadion, Tasjkent Toeschouwers: 53.000 Scheidsrechter: Viktor Kolpakov (KGZ) |

|             |              |       |               |                                                                                         |
| 1 juni 1997 | Indonesië    | 1 – 1 | Oezbekistan   | Senayan Main Stadium, Jakarta Toeschouwers: 30.000 Scheidsrechter: Kim Kwang-Jong (KOR) |
| 1 juni 1997 | Sudirman 34' |       | Shatskikh 74' | Senayan Main Stadium, Jakarta Toeschouwers: 30.000 Scheidsrechter: Kim Kwang-Jong (KOR) |

|              |              |       |           | |
| 13 juni 1997 | Jemen        | 1 – 1 | Indonesië | Althawra Sports City Stadion, Sanaa Toeschouwers: 35.000 Scheidsrechter: Ali Al Hosni Ali Bin Mubarak (OMA) |
| 13 juni 1997 | Al Ariki 33' |       | Putro 59' | Althawra Sports City Stadion, Sanaa Toeschouwers: 35.000 Scheidsrechter: Ali Al Hosni Ali Bin Mubarak (OMA) |

|              |                                 |       |           |                                                                                             |
| 20 juni 1997 | Oezbekistan                     | 3 – 0 | Indonesië | Pakhtakor Markaziystadion, Tasjkent Toeschouwers: 55.000 Scheidsrechter: Jalal Moradi (IRN) |
| 20 juni 1997 | Shatskikh 12' Maksudov 37', 87' |       |           | Pakhtakor Markaziystadion, Tasjkent Toeschouwers: 55.000 Scheidsrechter: Jalal Moradi (IRN) |

|              |              |       |                                                       | |
| 29 juni 1997 | Cambodja     | 1 – 4 | Oezbekistan                                           | Phnom Penh National Olympic Stadium, Phnom Penh Toeschouwers: 12.000 Scheidsrechter: Abdul Shakoor Baloch (PAK) |
| 29 juni 1997 | Sochetra 12' |       | Abdukahhor Marifaliev 2', 60' Ravshan Bozorov 9', 30' | Phnom Penh National Olympic Stadium, Phnom Penh Toeschouwers: 12.000 Scheidsrechter: Abdul Shakoor Baloch (PAK) |

|                  |                                                 |       |             | |
| 24 augustus 1997 | Oezbekistan                                     | 5 – 1 | Jemen       | Pakhtakor Markaziystadion, Tasjkent Toeschouwers: 20.000 Scheidsrechter: Sultan Mujalli Al Aalaq (BHR) |
| 24 augustus 1997 | Shkvirin 8', 63' Shatskikh 55', 75' Bazarov 62' |       | Zughair 30' | Pakhtakor Markaziystadion, Tasjkent Toeschouwers: 20.000 Scheidsrechter: Sultan Mujalli Al Aalaq (BHR) |

### Groep 6
| Pos | Land       | Wed | Win | Gel | Ver | DV | DT | +/- | Pnt |
| --- | ---------- | --- | --- | --- | --- | -- | -- | --- | --- |
| 1.  | Zuid-Korea | 4   | 3   | 1   | 0   | 9  | 1  | +8  | 10  |
| 2.  | Thailand   | 4   | 1   | 1   | 2   | 5  | 6  | –1  | 4   |
| 3.  | Hongkong   | 4   | 1   | 0   | 3   | 3  | 10 | –7  | 3   |

|                  |          |                                    |            |                                                                 |
| 23 februari 1997 | Hongkong | 0 – 2                              | Zuid-Korea | Hong Kong Stadium, Hongkong Scheidsrechter: Yoshimi Ogawa (JPN) |
| 23 februari 1997 |          | Seo Jung-Won 60' Choi Moon-Sik 75' |            | Hong Kong Stadium, Hongkong Scheidsrechter: Yoshimi Ogawa (JPN) |

|              |              |       |                                                   |                                                                               |
| 2 maart 1997 | Thailand     | 1 – 3 | Zuid-Korea                                        | Rajamangalastadion, Bangkok Toeschouwers: 20.000 Scheidsrechter: Lu Jun (CHN) |
| 2 maart 1997 | Piyapong 48' |       | Roh Sang-Rae 18' Ha Seok-Ju 74' Choi Moon-Sik 86' | Rajamangalastadion, Bangkok Toeschouwers: 20.000 Scheidsrechter: Lu Jun (CHN) |

|              |                           |       |          |                                                                                                 |
| 9 maart 1997 | Thailand                  | 2 – 0 | Hongkong | Rajamangalastadion, Bangkok Toeschouwers: 10.000 Scheidsrechter: Abdul Aziz A. Al Dokhail (KSA) |
| 9 maart 1997 | Krissada 23' Natipong 79' |       |          | Rajamangalastadion, Bangkok Toeschouwers: 10.000 Scheidsrechter: Abdul Aziz A. Al Dokhail (KSA) |

|               |                                                  |       |                             |                                                                                               |
| 30 maart 1997 | Hongkong                                         | 3 – 2 | THA                         | Hong Kong Stadium, Hongkong Toeschouwers: 20.000 Scheidsrechter: Nazri Abdullah Mohamed (MAS) |
| 30 maart 1997 | Lee Kin Woo 23' Cheng Sin Siu 48' Au Wai Lun 88' |       | Natipong 43' Chalermsan 70' | Hong Kong Stadium, Hongkong Toeschouwers: 20.000 Scheidsrechter: Nazri Abdullah Mohamed (MAS) |

|             |                                                          |       |          |                                                                                              |
| 28 mei 1997 | Zuid-Korea                                               | 4 – 0 | Hongkong | Daejeon Hanbat Sportcomplex, Daejeon Toeschouwers: 20.000 Scheidsrechter: Hussein Issa (IRQ) |
| 28 mei 1997 | Yoo Sang-Chul 25' Choi Yong-Soo 39', 72' Park Kun-Ha 86' |       |          | Daejeon Hanbat Sportcomplex, Daejeon Toeschouwers: 20.000 Scheidsrechter: Hussein Issa (IRQ) |

|             |            |       |     |                                                                                     |
| 1 juni 1997 | Zuid-Korea | 0 – 0 | THA | Olympisch Stadion, Seoul Toeschouwers: 20.000 Scheidsrechter: Jamal Al Sharif (SYR) |
| 1 juni 1997 |            |       |     | Olympisch Stadion, Seoul Toeschouwers: 20.000 Scheidsrechter: Jamal Al Sharif (SYR) |

### Groep 7
| Pos | Land      | Wed | Win | Gel | Ver | DV | DT | +/- | Pnt |
| --- | --------- | --- | --- | --- | --- | -- | -- | --- | --- |
| 1.  | Koeweit   | 4   | 4   | 0   | 0   | 10 | 1  | +9  | 12  |
| 2.  | Libanon   | 4   | 1   | 1   | 2   | 4  | 7  | –3  | 4   |
| 3.  | Singapore | 4   | 0   | 1   | 3   | 2  | 8  | –6  | 1   |

|               |           |       |            |                                                                                               |
| 13 april 1997 | Libanon   | 1 – 1 | Singapore  | Bourj Hammoudstadion, Beiroet Toeschouwers: 12.000 Scheidsrechter: Abdul Rahman Al-Zaid (KSA) |
| 13 april 1997 | Nazha 49' |       | Zainal 88' | Bourj Hammoudstadion, Beiroet Toeschouwers: 12.000 Scheidsrechter: Abdul Rahman Al-Zaid (KSA) |

|               |           |                   |         |                                                                                      |
| 26 april 1997 | Singapore | 0 – 1             | Koeweit | National Stadium, Singapore Toeschouwers: 13.000 Scheidsrechter: Park Hae-Yong (KOR) |
| 26 april 1997 |           | Hani Al Saqer 29' |         | National Stadium, Singapore Toeschouwers: 13.000 Scheidsrechter: Park Hae-Yong (KOR) |

|            |                             |       |         |                                                                                            |
| 8 mei 1997 | Koeweit                     | 2 – 0 | Libanon | Al-Sadaqua Walsalamstadion, Koeweit Toeschouwers: 12.000 Scheidsrechter: Ali Bujsaim (UAE) |
| 8 mei 1997 | Al Huwaidi 38' Al Ahmad 79' |       |         | Al-Sadaqua Walsalamstadion, Koeweit Toeschouwers: 12.000 Scheidsrechter: Ali Bujsaim (UAE) |

|             |                           |       |                         |                                                                                         |
| 24 mei 1997 | Singapore                 | 1 – 2 | Libanon                 | National Stadium, Singapore Toeschouwers: 14.455 Scheidsrechter: Pirom Un-Prasert (THA) |
| 24 mei 1997 | Chuan Tan Teng 58' (pen.) |       | Shehab 35' Melikian 80' | National Stadium, Singapore Toeschouwers: 14.455 Scheidsrechter: Pirom Un-Prasert (THA) |

|             |                                                      |       |           |                                                                                                 |
| 5 juni 1997 | Koeweit                                              | 4 – 0 | Singapore | Al-Sadaqua Walsalamstadion, Koeweit Toeschouwers: 13.000 Scheidsrechter: Suleman Abo Allo (SYR) |
| 5 juni 1997 | Saihan 28' Al Ahmad 35' Al Huwaidi 43' Abdulaziz 78' |       |           | Al-Sadaqua Walsalamstadion, Koeweit Toeschouwers: 13.000 Scheidsrechter: Suleman Abo Allo (SYR) |

|              |            |       |                             |                                                                                         |
| 22 juni 1997 | Libanon    | 1 – 3 | Koeweit                     | Bourj Hammoudstadion, Beiroet Toeschouwers: 2.500 Scheidsrechter: Masayoshi Okada (JPN) |
| 22 juni 1997 | Shehab 29' |       | Otaibi 7' Al Saleh 32', 74' | Bourj Hammoudstadion, Beiroet Toeschouwers: 2.500 Scheidsrechter: Masayoshi Okada (JPN) |

### Groep 8
| Pos | Land         | Wed | Win | Gel | Ver | DV | DT | +/- | Pnt |
| --- | ------------ | --- | --- | --- | --- | -- | -- | --- | --- |
| 1.  | China        | 6   | 5   | 1   | 0   | 13 | 2  | +12 | 16  |
| 2.  | Tadzjikistan | 6   | 4   | 1   | 1   | 15 | 2  | +13 | 13  |
| 3.  | Turkmenistan | 6   | 2   | 0   | 4   | 8  | 13 | –5  | 6   |
| 4.  | Vietnam      | 6   | 0   | 0   | 6   | 2  | 21 | –19 | 0   |

|            |                                             |       |         |                                                                                         |
| 4 mei 1997 | Tadzjikistan                                | 4 – 0 | Vietnam | Pamir Stadium, Doesjanbe Toeschouwers: 18.000 Scheidsrechter: Alexander Koulzalov (KAZ) |
| 4 mei 1997 | Alidodov 8' Mouminov 15' Dzhaborov 50', 84' |       |         | Pamir Stadium, Doesjanbe Toeschouwers: 18.000 Scheidsrechter: Alexander Koulzalov (KAZ) |

|            |              |       |                                               |                                                                                                 |
| 4 mei 1997 | Turkmenistan | 1 – 4 | China                                         | Nisa-Çandybilstadion, Asjchabad Toeschouwers: 3.000 Scheidsrechter: Saeed Abdulla Ibrahim (UAE) |
| 4 mei 1997 | Meredov 90'  |       | Peng Weiguo 26', 39' Gao Feng 78' Li Bing 80' | Nisa-Çandybilstadion, Asjchabad Toeschouwers: 3.000 Scheidsrechter: Saeed Abdulla Ibrahim (UAE) |

|             |              |                 |       |                                                                                  |
| 11 mei 1997 | Tadzjikistan | 0 – 1           | China | Pamir Stadium, Doesjanbe Toeschouwers: 19.000 Scheidsrechter: Masoud Kaabi (IRN) |
| 11 mei 1997 |              | Hao Haidong 65' |       | Pamir Stadium, Doesjanbe Toeschouwers: 19.000 Scheidsrechter: Masoud Kaabi (IRN) |

|             |                        |       |                      |                                                                                          |
| 11 mei 1997 | Turkmenistan           | 2 – 1 | Vietnam              | Nisa-Çandybilstadion, Asjchabad Toeschouwers: 2.500 Scheidsrechter: Gyanu Shrestha (NEP) |
| 11 mei 1997 | Agabaev 39' Gulyan 53' |       | Nguyen Cong Vinh 71' | Nisa-Çandybilstadion, Asjchabad Toeschouwers: 2.500 Scheidsrechter: Gyanu Shrestha (NEP) |

|             |                  |       |                                           |                                                                                                 |
| 25 mei 1997 | Vietnam          | 1 – 3 | China                                     | Thống Nhấtstadion, Ho Chi Minhstad Toeschouwers: 23.000 Scheidsrechter: Russamee Jindamai (THA) |
| 25 mei 1997 | Le Huynh Duc 38' |       | Li Bing 23' Fan Zhiyi 32' Hao Haidong 44' | Thống Nhấtstadion, Ho Chi Minhstad Toeschouwers: 23.000 Scheidsrechter: Russamee Jindamai (THA) |

|             |              |       |                  |                                                                                             |
| 25 mei 1997 | Turkmenistan | 1 – 2 | Tadzjikistan     | Nisa-Çandybilstadion, Asjchabad Toeschouwers: 3.000 Scheidsrechter: Inayath Ulla Khan (IND) |
| 25 mei 1997 | Tkavadze 18' |       | Knizaev 41', 49' | Nisa-Çandybilstadion, Asjchabad Toeschouwers: 3.000 Scheidsrechter: Inayath Ulla Khan (IND) |

|             |              |       |              |                                                                                   |
| 1 juni 1997 | China        | 1 – 0 | Turkmenistan | Arbeidersstadion, Peking Toeschouwers: 20.000 Scheidsrechter: Yoshimi Ogawa (JPN) |
| 1 juni 1997 | Li Jinyu 81' |       |              | Arbeidersstadion, Peking Toeschouwers: 20.000 Scheidsrechter: Yoshimi Ogawa (JPN) |

|             |         |                                                       |              |                                                                                             |
| 1 juni 1997 | Vietnam | 0 – 4                                                 | Tadzjikistan | Thống Nhấtstadion, Ho Chi Minhstad Toeschouwers: 10.000 Scheidsrechter: Ngadiman Asri (IDN) |
| 1 juni 1997 |         | Mouminov 5' Alidodov 24' Avakov 67' Achourmamadov 75' |              | Thống Nhấtstadion, Ho Chi Minhstad Toeschouwers: 10.000 Scheidsrechter: Ngadiman Asri (IDN) |

|             |       |       |              |                                                                                                  |
| 8 juni 1997 | China | 0 – 0 | Tadzjikistan | Arbeidersstadion, Peking Toeschouwers: 21.000 Scheidsrechter: Abdul Khudheir Abdul Hussein (IRQ) |
| 8 juni 1997 |       |       |              | Arbeidersstadion, Peking Toeschouwers: 21.000 Scheidsrechter: Abdul Khudheir Abdul Hussein (IRQ) |

|             |         |                                 |              |                                                                                          |
| 8 juni 1997 | Vietnam | 0 – 4                           | Turkmenistan | Thống Nhấtstadion, Ho Chi Minhstad Toeschouwers: 5.000 Scheidsrechter: Kyaw U Kyaw (MYA) |
| 8 juni 1997 |         | Agaev 16', 57', 63' Broshin 20' |              | Thống Nhấtstadion, Ho Chi Minhstad Toeschouwers: 5.000 Scheidsrechter: Kyaw U Kyaw (MYA) |

|              |                                                           |       |         |                                                                                  |
| 22 juni 1997 | China                                                     | 4 – 0 | Vietnam | Arbeidersstadion, Peking Toeschouwers: 15.000 Scheidsrechter: Jang Sok Jin (PRK) |
| 22 juni 1997 | Fan Zhiyi 7' Hao Haidong 45' Ma Mingyu 65' Su Maozhen 70' |       |         | Arbeidersstadion, Peking Toeschouwers: 15.000 Scheidsrechter: Jang Sok Jin (PRK) |

|              |                                                |       |              |                                                                                   |
| 22 juni 1997 | Tadzjikistan                                   | 5 – 0 | Turkmenistan | Pamir Stadium, Doesjanbe Toeschouwers: 7.000 Scheidsrechter: Nail Lutfullin (UZB) |
| 22 juni 1997 | Avakov 4', 26', 34' Dzhaborov 14' Mouminov 88' |       |              | Pamir Stadium, Doesjanbe Toeschouwers: 7.000 Scheidsrechter: Nail Lutfullin (UZB) |

### Groep 9
| Pos | Land       | Wed | Win | Gel | Ver | DV | DT | +/- | Pnt |
| --- | ---------- | --- | --- | --- | --- | -- | -- | --- | --- |
| 1.  | Kazachstan | 4   | 4   | 0   | 0   | 15 | 2  | +13 | 12  |
| 2.  | Irak       | 4   | 2   | 0   | 2   | 14 | 8  | +6  | 6   |
| 3.  | Pakistan   | 4   | 0   | 0   | 4   | 3  | 22 | –19 | 0   |

|             |                                     |       |          |                                                                                              |
| 11 mei 1997 | Kazachstan                          | 3 – 0 | Pakistan | Almatı Ortalıq Stadionı, Almaty Toeschouwers: 12.000 Scheidsrechter: Allabergen Sapaev (TKM) |
| 11 mei 1997 | Esmagambetov 2', 62' Yablochkin 49' |       |          | Almatı Ortalıq Stadionı, Almaty Toeschouwers: 12.000 Scheidsrechter: Allabergen Sapaev (TKM) |

|             |                   |       |                                                      |                                                                                   |
| 23 mei 1997 | Pakistan          | 2 – 6 | Irak                                                 | Railwaystadion, Lahore Toeschouwers: 12.000 Scheidsrechter: Sunil Senaweera (SRI) |
| 23 mei 1997 | Umer 8' Rafiq 53' |       | Fawzi 1', 62' Chathir 35', 61' Hussein 52' Radhi 70' | Railwaystadion, Lahore Toeschouwers: 12.000 Scheidsrechter: Sunil Senaweera (SRI) |

|             |            |       |                         |                                                                               |
| 6 juni 1997 | Irak       | 1 – 2 | Kazachstan              | Al-shaabstadion, Bagdad Toeschouwers: 20.000 Scheidsrechter: Wei Jihong (CHN) |
| 6 juni 1997 | Saadoun 2' |       | Klishin 41' Loginov 48' | Al-shaabstadion, Bagdad Toeschouwers: 20.000 Scheidsrechter: Wei Jihong (CHN) |

|              |          |                                                                             |            |                                                                                       |
| 11 juni 1997 | Pakistan | 0 – 7                                                                       | Kazachstan | Railwaystadion, Lahore Toeschouwers: 3.500 Scheidsrechter: Abbas Al Dashti Essa (KUW) |
| 11 juni 1997 |          | Esmagambetov 28' Krishin 32' Loginov 36' Mazbaev 53' Zoebarev 64', 68', 72' |            | Railwaystadion, Lahore Toeschouwers: 3.500 Scheidsrechter: Abbas Al Dashti Essa (KUW) |

|              |                                                |       |          |                                                           |
| 20 juni 1997 | Irak                                           | 6 – 1 | Pakistan | Al-shaabstadion, Bagdad Scheidsrechter: Ammar Ammar (LIB) |
| 20 juni 1997 | Hussein 11', 26' Fawzi 69', 76' Abbas 71', 89' |       | Umer 58' | Al-shaabstadion, Bagdad Scheidsrechter: Ammar Ammar (LIB) |

|              |                                               |       |          |                                                                                              |
| 29 juni 1997 | Kazachstan                                    | 3 – 1 | Irak     | Almatı Ortalıq Stadionı, Almaty Toeschouwers: 12.000 Scheidsrechter: Jindamai Russamee (THA) |
| 29 juni 1997 | Mazbaev 4' Loginov 26' Abdul Ridha 56' (e.d.) |       | Abdullah | Almatı Ortalıq Stadionı, Almaty Toeschouwers: 12.000 Scheidsrechter: Jindamai Russamee (THA) |

### Groep 10
| Pos | Land       | Wed | Win | Gel | Ver | DV | DT | +/- | Pnt |
| --- | ---------- | --- | --- | --- | --- | -- | -- | --- | --- |
| 1.  | Qatar      | 3   | 3   | 0   | 0   | 14 | 0  | +14 | 9   |
| 2.  | Sri Lanka  | 3   | 1   | 1   | 1   | 4  | 4  | 0   | 4   |
| 3.  | India      | 3   | 1   | 1   | 1   | 3  | 7  | –4  | 4   |
| 4.  | Filipijnen | 3   | 0   | 0   | 3   | 0  | 10 | –10 | 0   |

|                   |                                 |       |           |                                                                                                   |
| 20 september 1996 | Qatar                           | 3 – 0 | Sri Lanka | Khalifa International Stadium, Doha Toeschouwers: 1.000 Scheidsrechter: Kurmanbek Ordabayev (KAZ) |
| 20 september 1996 | Souf 35' Al-Enazi 51' Fazli 81' |       |           | Khalifa International Stadium, Doha Toeschouwers: 1.000 Scheidsrechter: Kurmanbek Ordabayev (KAZ) |

|                   |                          |       |            |                                                                                                  |
| 21 september 1996 | India                    | 2 – 0 | Filipijnen | Khalifa International Stadium, Doha Toeschouwers: 700 Scheidsrechter: Omar Ali Al Shughair (KSA) |
| 21 september 1996 | Vijayan 81' Coutinho 85' |       |            | Khalifa International Stadium, Doha Toeschouwers: 700 Scheidsrechter: Omar Ali Al Shughair (KSA) |

|                   |                                                    |       |            |                                                                                            |
| 23 september 1996 | Qatar                                              | 5 – 0 | Filipijnen | Khalifa International Stadium, Doha Toeschouwers: 800 Scheidsrechter: Muhammad Sahib (IRQ) |
| 23 september 1996 | Al-Enazi 19', 41' Souf 29' Al Noobi 30' Jaloof 38' |       |            | Khalifa International Stadium, Doha Toeschouwers: 800 Scheidsrechter: Muhammad Sahib (IRQ) |

|                   |           |       |             |                                                                                         |
| 24 september 1996 | Sri Lanka | 1 – 1 | India       | Khalifa International Stadium, Doha Toeschouwers: 400 Scheidsrechter: Ammar Ammar (LIB) |
| 24 september 1996 | Silva 14' |       | Chapman 39' | Khalifa International Stadium, Doha Toeschouwers: 400 Scheidsrechter: Ammar Ammar (LIB) |

|                   |            |                               |           |                                                                                                 |
| 26 september 1996 | Filipijnen | 0 – 3                         | Sri Lanka | Khalifa International Stadium, Doha Toeschouwers: 200 Scheidsrechter: Kurmanbek Ordabayev (KAZ) |
| 26 september 1996 |            | Steinwall 28' Perera 55', 80' |           | Khalifa International Stadium, Doha Toeschouwers: 200 Scheidsrechter: Kurmanbek Ordabayev (KAZ) |

|                   |                                                               |       |       | |
| 27 september 1996 | Qatar                                                         | 6 – 0 | India | Khalifa International Stadium, Doha Toeschouwers: 3.000 Scheidsrechter: Omar Ali Al Shughair (KSA) |
| 27 september 1996 | Al-Enazi 27', 40' Al Kuwari 42' Maayof 47' Souf 52' Fazli 61' |       |       | Khalifa International Stadium, Doha Toeschouwers: 3.000 Scheidsrechter: Omar Ali Al Shughair (KSA) |

## Finaleronde

### Groep A
China was het enige niet-Arabische land in deze finalepoule en dacht een goede slag te slaan door in de eerste wedstrijd na een uur spelen een 2-0 voorsprong tegen Iran te nemen. Iran kwam echter bijzonder sterk terug en won met 2-4 onder meer dankzij twee treffers van de later voor Hamburger SV spelende verdediger Mehdi Mahdavikia. In de volgende wedstrijd bleef Iran op 1-1 steken tegen een "politiek ideologische" vijand Saoedi-Arabië. Iran miste veel kansen inclusief een strafschop, kwam volslagen tegen de verhouding in op een 0-1 achterstand,maar tot opluchting van 120.000 toeschouwers werd er nog gelijk gespeeld: 1-1. Omdat Saoedi-Arabië wel van China verloor (0-1) stond Iran halverwege de competitie bovenaan met acht punten uit vier wedstrijden, China en Saudi-Arabië hadden één punt achterstand. Koeweit en Qatar stonden op gepaste achterstand met respectievelijk vier en één punt. 
Deze landen zouden zich echter roeren in de tweede helft van de competitie. Koeweit zorgde voor een verrassing door met 2-1 van Saoedi-Arabië te winnen en aangezien Iran met 4-1 won van China stond het nu vier punten los. De kansen begonnen zich echter te keren, de Saoedi's wonnen met 1-0 van Iran, terwijl Koeweit als enige land een punt afdwong in Teheran: 0-0. Op de voorlaatste speelronde moest het teruggevallen China winnen van Saoedi-Arabië om in de race te blijven, echter voor 70.000 toeschouwers in Riyad bleven beide ploegen steken op een 1-1 gelijk spel, waarbij beide teams nog een strafschop misten. 
Iran kon zich nu plaatsen voor het WK door van het opeens opgekomen Qatar te winnen, maar tot verbijstering van de Iraniërs won het kleine oliestaatje met 2-0. Iran was nu uitgespeeld met twaalf punten uit acht wedstrijden, de Saoedi's en Qatar speelden nu tegen elkaar en hadden respectievelijk elf en tien punten uit zeven wedstrijden. Bij een gelijkspel zou Iran geplaatst zijn, bij een overwinning van een van beide landen zou dat land geplaatst zijn. Ibrahim Al-Shahrani zorgde voor het winnende doelpunt namens de Saoedi's en zij plaatsten zich voor de tweede achtereenvolgende keer voor het WK, in het vorige  WK haalden ze zelfs de tweede ronde. De meeste opmerkelijkste speler van toen, Saeed Al-Owairan speelde deze cyclus niet mee, omdat hij geschorst was vanwege alcohol drinken en met vrouwen praten gedurende de Ramadan. Iran moest nu een play-off wedstrijd spelen.
| Pos | Land          | Wed | Win | Gel | Ver | DV | DT | +/- | Pnt |
| --- | ------------- | --- | --- | --- | --- | -- | -- | --- | --- |
| 1.  | Saoedi-Arabië | 8   | 4   | 2   | 2   | 8  | 6  | +2  | 14  |
| 2.  | Iran          | 8   | 3   | 3   | 2   | 13 | 8  | +5  | 12  |
| 3.  | China         | 8   | 3   | 2   | 3   | 11 | 14 | –3  | 11  |
| 4.  | Qatar         | 8   | 3   | 1   | 4   | 7  | 10 | –3  | 10  |
| 5.  | Koeweit       | 8   | 2   | 2   | 4   | 7  | 8  | –1  | 8   |

Iran gaat naar de Play-offs.
|                                 |                                  |       |                                                   |                                                                                 |
| 13 september 1997 16:15 (UTC+8) | China                            | 2 – 4 | Iran                                              | Jinzhoustadion, Dalian Toeschouwers: 31.000 Scheidsrechter: Park Hae Yong (KOR) |
| 13 september 1997 16:15 (UTC+8) | Fan Zhiyi 44' (pen.) Li Ming 54' |       | Bagheri 61' (pen.) Mahdavikia 67', 73' Roosta 86' | Jinzhoustadion, Dalian Toeschouwers: 31.000 Scheidsrechter: Park Hae Yong (KOR) |

|                         |                             |       |               |                                                                                   |
| 14 september 1997 20:30 | Saoedi-Arabië               | 2 – 1 | Koeweit       | Koning Fahdstadion, Riyadh Toeschouwers: 21.500 Scheidsrechter: Ali Bujsaim (UAE) |
| 14 september 1997 20:30 | Mehalel 43' Al Thuniyan 55' |       | Abdulaziz 18' | Koning Fahdstadion, Riyadh Toeschouwers: 21.500 Scheidsrechter: Ali Bujsaim (UAE) |

|                         |             |       |                |                                                                                   |
| 19 september 1997 18:00 | Iran        | 1 – 1 | Saoedi-Arabië  | Azadistadion, Teheran Toeschouwers: 120.000 Scheidsrechter: Masayoshi Okada (JPN) |
| 19 september 1997 18:00 | Bagheri 64' |       | Al Sharani 32' | Azadistadion, Teheran Toeschouwers: 120.000 Scheidsrechter: Masayoshi Okada (JPN) |

|                         |       |                              |         |                                                                                           |
| 19 september 1997 18:30 | Qatar | 0 – 2                        | Koeweit | Jassim Bin Hamad Stadium, Doha Toeschouwers: 10.000 Scheidsrechter: Jamal Al-Sharif (SYR) |
| 19 september 1997 18:30 |       | Al Huwaidi 16' Abdulaziz 88' |         | Jassim Bin Hamad Stadium, Doha Toeschouwers: 10.000 Scheidsrechter: Jamal Al-Sharif (SYR) |

|                         |                   |       |                 |                                                                                            |
| 26 september 1997 18:15 | Qatar             | 1 – 1 | China           | Jassim Bin Hamad Stadium, Doha Toeschouwers: 9.000 Scheidsrechter: Mahmoud Nurilddin (IRQ) |
| 26 september 1997 18:15 | Nasir Khamees 10' |       | Hao Haidong 67' | Jassim Bin Hamad Stadium, Doha Toeschouwers: 9.000 Scheidsrechter: Mahmoud Nurilddin (IRQ) |

|                         |                |       |             |                                                                                                  |
| 26 september 1997 19:15 | Koeweit        | 1 – 1 | Iran        | Al-Sadaqua Walsalamstadion, Koeweit Toeschouwers: 25.000 Scheidsrechter: Jimdamai Russamee (THA) |
| 26 september 1997 19:15 | Al Huwaidi 20' |       | Bagheri 90' | Al-Sadaqua Walsalamstadion, Koeweit Toeschouwers: 25.000 Scheidsrechter: Jimdamai Russamee (THA) |

|                      |                 |       |               |                                                                                    |
| 3 oktober 1997 16:15 | China           | 1 – 0 | Saoedi-Arabië | Jinzhoustadion, Dalian Toeschouwers: 30.000 Scheidsrechter: Pirom Un-Prasert (THA) |
| 3 oktober 1997 16:15 | Zhang Enhua 69' |       |               | Jinzhoustadion, Dalian Toeschouwers: 30.000 Scheidsrechter: Pirom Un-Prasert (THA) |

|                      |                          |       |     |                                                                               |
| 3 oktober 1997 17:00 | Iran                     | 3 – 0 | QAT | Azadistadion, Teheran Toeschouwers: 70.000 Scheidsrechter: Sidi Magassa (MLI) |
| 3 oktober 1997 17:00 | Daei 31' Bagheri 42' 56' |       |     | Azadistadion, Teheran Toeschouwers: 70.000 Scheidsrechter: Sidi Magassa (MLI) |

|                       |                |       |                             |                                                                                             |
| 10 oktober 1997 19:00 | Koeweit        | 1 – 2 | China                       | Al-Sadaqua Walsalamstadion, Koeweit Toeschouwers: 25.000 Scheidsrechter: Eddie Lennie (AUS) |
| 10 oktober 1997 19:00 | Al Huwaidi 24' |       | Hao Haidong 3' Gao Feng 89' | Al-Sadaqua Walsalamstadion, Koeweit Toeschouwers: 25.000 Scheidsrechter: Eddie Lennie (AUS) |

|                 |               |       |     |                                                                                        |
| 11 oktober 1997 | Saoedi-Arabië | 1 – 0 | QAT | Koning Fahdstadion, Riyadh Toeschouwers: 15.000 Scheidsrechter: Gamal Al-Ghandour (EGY |
| 11 oktober 1997 | Mehalel 66'   |       |     | Koning Fahdstadion, Riyadh Toeschouwers: 15.000 Scheidsrechter: Gamal Al-Ghandour (EGY |

|                 |                           |       |                 |                                                                                             |
| 17 oktober 1997 | Koeweit                   | 2 – 1 | Saoedi-Arabië   | Al-Sadaqua Walsalamstadion, Koeweit Toeschouwers: 15.000 Scheidsrechter: Said Belqola (MAR) |
| 17 oktober 1997 | Abdulaziz 48' Mubarak 67' |       | Al Muwallid 31' | Al-Sadaqua Walsalamstadion, Koeweit Toeschouwers: 15.000 Scheidsrechter: Said Belqola (MAR) |

|                 |                                                   |       |               |                                                                                    |
| 17 oktober 1997 | Iran                                              | 4 – 1 | China         | Azadistadion, Teheran Toeschouwers: 100.000 Scheidsrechter: Ahmad Nabil Ayad (LIB) |
| 17 oktober 1997 | Mansourian 2' Roosta 44' Bagheri 69' Ali Daei 73' |       | Mao Yijun 87' | Azadistadion, Teheran Toeschouwers: 100.000 Scheidsrechter: Ahmad Nabil Ayad (LIB) |

|                 |                 |       |      |                                                                                            |
| 24 oktober 1997 | Saoedi-Arabië   | 1 – 0 | Iran | Koning Fahdstadion, Riyadh Toeschouwers: 55.000 Scheidsrechter: Arturo Brizio Carter (MEX) |
| 24 oktober 1997 | Al Muwallid 88' |       |      | Koning Fahdstadion, Riyadh Toeschouwers: 55.000 Scheidsrechter: Arturo Brizio Carter (MEX) |

|                 |         |              |       | |
| 24 oktober 1997 | Koeweit | 0 – 1        | Qatar | Al-Sadaqua Walsalamstadion, Koeweit Toeschouwers: 18.000 Scheidsrechter: Nazri Abdullah Mohamed (MAS) |
| 24 oktober 1997 |         | Al Noobi 10' |       | Al-Sadaqua Walsalamstadion, Koeweit Toeschouwers: 18.000 Scheidsrechter: Nazri Abdullah Mohamed (MAS) |

|                 |                            |       |                                         |                                                                                      |
| 31 oktober 1997 | China                      | 2 – 3 | Qatar                                   | Jinzhoustadion, Dalian Toeschouwers: 35.000 Scheidsrechter: Santhan Nagalingam (SIN) |
| 31 oktober 1997 | Gao Feng 19' Fan Zhiyi 80' |       | Al Naemi 44' Al-Enazi 54' Al Kuwari 60' | Jinzhoustadion, Dalian Toeschouwers: 35.000 Scheidsrechter: Santhan Nagalingam (SIN) |

|                 |      |       |         |                                                                                    |
| 31 oktober 1997 | Iran | 0 – 0 | Koeweit | Azadistadion, Teheran Toeschouwers: 100.000 Scheidsrechter: Pirom Un-Prasert (THA) |
| 31 oktober 1997 |      |       |         | Azadistadion, Teheran Toeschouwers: 100.000 Scheidsrechter: Pirom Un-Prasert (THA) |

|                 |                |       |                 |                                                                                     |
| 6 november 1997 | Saoedi-Arabië  | 1 – 1 | China           | Koning Fahdstadion, Riyadh Toeschouwers: 70.000 Scheidsrechter: David Elleray (ENG) |
| 6 november 1997 | Al-Muwallid 4' |       | Hao Haidong 10' | Koning Fahdstadion, Riyadh Toeschouwers: 70.000 Scheidsrechter: David Elleray (ENG) |

|                 |                   |       |      |                                                                                            |
| 7 november 1997 | Qatar             | 2 – 0 | Iran | Jassim Bin Hamad Stadium, Doha Toeschouwers: 20.000 Scheidsrechter: Horacio Elizondo (ARG) |
| 7 november 1997 | Al-Enazi 38', 81' |       |      | Jassim Bin Hamad Stadium, Doha Toeschouwers: 20.000 Scheidsrechter: Horacio Elizondo (ARG) |

|                  |               |       |         |                                                             |
| 12 november 1997 | China         | 1 – 0 | Koeweit | Jinzhoustadion, Dalian Scheidsrechter: Arturo Angeles (USA) |
| 12 november 1997 | Ma Mingyu 32' |       |         | Jinzhoustadion, Dalian Scheidsrechter: Arturo Angeles (USA) |

|                  |       |                 |               |                                                                         |
| 12 november 1997 | Qatar | 0 – 1           | Saoedi-Arabië | Jassim Bin Hamad Stadium, Doha Scheidsrechter: Kim Milton Nielsen (DEN) |
| 12 november 1997 |       | Al Shahrani 61' |               | Jassim Bin Hamad Stadium, Doha Scheidsrechter: Kim Milton Nielsen (DEN) |

### Groep B
De andere groep was veel minder spannend, na zes wedstrijden was Zuid-Korea al zeker van plaatsing voor het WK, het won vijf van de zes wedstrijden en na een duidelijke 1-5 overwinning op Oezbekistan was de ploeg voor de vierde achtereenvolgende keer zeker van WK-deelname. Mooiste overwinning was een 1-2 zege in Japan, de aartsvijand was gedurende de hele wedstrijd sterker, schoot op de paal en zorgde voor een verdiende voorsprong (solo en mooie lob van Motohiro Yamaguchi), maar in de slotfase sloegen de Koreanen toe: 1-2. Coach was Bum-Kum Cha, de bekendste speler van Zuid-Korea ooit. Japan raakte van slag na de nederlaag, het speelde drie keer achter elkaar met 1-1 gelijk, tegen Kazachstan, Oezbekistan en de Verenigde Arabische Emiraten. Japan had nu acht punten uit zes wedstrijden en één punt minder dan de Emiraten en het programma van Japan was zwaarder in de voorlaatste speelronde, Japan moest op bezoek bij Zuid-Korea, terwijl de Emiraten thuis speelden tegen de nummer laatst, Oezbekistan. Terwijl de Emiraten op 0-0 bleven steken, wonnen de Japanners voor 75.000 toeschouwers in Seoul: 2-0 door goals van Hiroshi Nanami en Wagner Lopes. In de laatste ronde maakten de Japanners het af door met 5-1 Kazachstan te verslaan en moesten nu een play-off wedstrijd spelen tegen Iran.
| Pos | Land        | Wed | Win | Gel | Ver | DV | DT | +/- | Pnt |
| --- | ----------- | --- | --- | --- | --- | -- | -- | --- | --- |
| 1.  | Zuid-Korea  | 8   | 6   | 1   | 1   | 19 | 7  | +12 | 19  |
| 2.  | Japan       | 8   | 3   | 4   | 1   | 17 | 9  | +8  | 13  |
| 3.  | V.A.E.      | 8   | 2   | 3   | 3   | 9  | 12 | –3  | 9   |
| 4.  | Oezbekistan | 8   | 1   | 3   | 4   | 13 | 18 | –5  | 6   |
| 5.  | Kazachstan  | 8   | 1   | 3   | 4   | 7  | 19 | –12 | 6   |

Japan gaat naar de Play-offs.
|                                |                             |       |            |                                                                                        |
| 6 september 1997 19:00 (UTC+9) | Zuid-Korea                  | 3 – 0 | Kazachstan | Olympisch Stadion, Seoel Toeschouwers: 41.219 Scheidsrechter: Santhan Nagalingam (SIN) |
| 6 september 1997 19:00 (UTC+9) | Choi Yong-Soo 24', 67', 74' |       |            | Olympisch Stadion, Seoel Toeschouwers: 41.219 Scheidsrechter: Santhan Nagalingam (SIN) |

|                                |                                                  |       |                                        |                                                                                          |
| 7 september 1997 19:00 (UTC+9) | Japan                                            | 6 – 3 | Oezbekistan                            | Olympisch Stadion, Tokio Toeschouwers: 54.328 Scheidsrechter: Abdul Rahman Al-Zaid (KSA) |
| 7 september 1997 19:00 (UTC+9) | Miura 4' (pen.), 40', 64', 80' Nakata 40' Jo 44' |       | Shatskikh 56', 77' Fyodorov 69' (pen.) | Olympisch Stadion, Tokio Toeschouwers: 54.328 Scheidsrechter: Abdul Rahman Al-Zaid (KSA) |

|                   |                                     |       |               |                                                                                |
| 12 september 1997 | Zuid-Korea                          | 2 – 1 | Oezbekistan   | Olympisch Stadion, Seoel Toeschouwers: 70.000 Scheidsrechter: Wei Jihong (CHN) |
| 12 september 1997 | Choi Yong-Soo 15' Lee Sang-Yoon 87' |       | Shatskikh 74' | Olympisch Stadion, Seoel Toeschouwers: 70.000 Scheidsrechter: Wei Jihong (CHN) |

|                   |                                                  |       |            |                                                                                           |
| 12 september 1997 | Verenigde Arabische Emiraten                     | 4 – 0 | Kazachstan | Sjeik Zayidstadion, Abu Dhabi Toeschouwers: 15.000 Scheidsrechter: Pirom Un-Prasert (THA) |
| 12 september 1997 | Ali 20' Obaid 48' Zuhair Bakheet 75' Mubarak 85' |       |            | Sjeik Zayidstadion, Abu Dhabi Toeschouwers: 15.000 Scheidsrechter: Pirom Un-Prasert (THA) |

|                   |                              |       |       |                                                                                                 |
| 19 september 1997 | Verenigde Arabische Emiraten | 0 – 0 | Japan | Sjeik Zayidstadion, Abu Dhabi Toeschouwers: 40.000 Scheidsrechter: Nazri Abdullah Mohamed (MAS) |
| 19 september 1997 |                              |       |       | Sjeik Zayidstadion, Abu Dhabi Toeschouwers: 40.000 Scheidsrechter: Nazri Abdullah Mohamed (MAS) |

|                   |             |       |               |                                                                                             |
| 20 september 1997 | Kazachstan  | 1 – 1 | Oezbekistan   | Almatı Ortalıq Stadionı, Almaty Toeschouwers: 12.000 Scheidsrechter: Ahmad Nabil Ayad (LIB) |
| 20 september 1997 | Baltiev 84' |       | Shatskikh 85' | Almatı Ortalıq Stadionı, Almaty Toeschouwers: 12.000 Scheidsrechter: Ahmad Nabil Ayad (LIB) |

|                   |                          |       |                                                      |                                                                                             |
| 27 september 1997 | Oezbekistan              | 2 – 3 | Verenigde Arabische Emiraten                         | Pakhtakor Markaziystadion, Tasjkent Toeschouwers: 50.000 Scheidsrechter: Jalal Moradi (IRN) |
| 27 september 1997 | Shirshov 10' Bazarov 90' |       | Zuhair Bakheet 51' Alabadla 60' Adnan Al Talyani 85' | Pakhtakor Markaziystadion, Tasjkent Toeschouwers: 50.000 Scheidsrechter: Jalal Moradi (IRN) |

|                   |               |       |                                   |                                                                               |
| 28 september 1997 | Japan         | 1 – 2 | Zuid-Korea                        | Olympisch Stadion, Tokio Toeschouwers: 56.704 Scheidsrechter: Saad Mane (KUW) |
| 28 september 1997 | Yamaguchi 67' |       | Seo Jung-Won 83' Lee Min-Sung 86' | Olympisch Stadion, Tokio Toeschouwers: 56.704 Scheidsrechter: Saad Mane (KUW) |

|                |                                                   |       |                              |                                                                   |
| 4 oktober 1997 | Zuid-Korea                                        | 3 – 0 | Verenigde Arabische Emiraten | Olympisch Stadion, Seoel Scheidsrechter: Lucien Bouchardeau (NIG) |
| 4 oktober 1997 | Ha Seok-Ju 8' Yoo Sang-Chul 69' Lee Sang-Yoon 81' |       |                              | Olympisch Stadion, Seoel Scheidsrechter: Lucien Bouchardeau (NIG) |

|                |                |       |           |                                                                                            |
| 4 oktober 1997 | Kazachstan     | 1 – 1 | Japan     | Almatı Ortalıq Stadionı, Almaty Toeschouwers: 10.000 Scheidsrechter: Taj Addin Fares (SYR) |
| 4 oktober 1997 | Zoebarev 90+2' |       | Akita 23' | Almatı Ortalıq Stadionı, Almaty Toeschouwers: 10.000 Scheidsrechter: Taj Addin Fares (SYR) |

|                 |                 |       |           | |
| 11 oktober 1997 | Oezbekistan     | 1 – 1 | Japan     | Pakhtakor Markaziystadion, Tasjkent Toeschouwers: 54.000 Scheidsrechter: Sultan Mujalli Al Aalaq (BHR) |
| 11 oktober 1997 | Kambaraliev 30' |       | Lopes 89' | Pakhtakor Markaziystadion, Tasjkent Toeschouwers: 54.000 Scheidsrechter: Sultan Mujalli Al Aalaq (BHR) |

|                 |              |       |                  |                                                                                          |
| 11 oktober 1997 | Kazachstan   | 1 – 1 | Zuid-Korea       | Almatı Ortalıq Stadionı, Almaty Toeschouwers: 15.000 Scheidsrechter: Omar Abu Loom (JOR) |
| 11 oktober 1997 | Yevteyev 50' |       | Choi Yong-Soo 5' | Almatı Ortalıq Stadionı, Almaty Toeschouwers: 15.000 Scheidsrechter: Omar Abu Loom (JOR) |

|                 |                    |       |                                                                            | |
| 18 oktober 1997 | Oezbekistan        | 1 – 5 | Zuid-Korea                                                                 | Pakhtakor Markaziystadion, Tasjkent Toeschouwers: 38.000 Scheidsrechter: Abdul Khudheir Abdul Hussein (IRQ) |
| 18 oktober 1997 | Fedorov 61' (pen.) |       | Choi Yong-Soo 19', 41' Yoo Sang-Chul 38' Ko Jeong-Woon 57' Kim Do-Hoon 70' | Pakhtakor Markaziystadion, Tasjkent Toeschouwers: 38.000 Scheidsrechter: Abdul Khudheir Abdul Hussein (IRQ) |

|                 |                                       |       |                              |                                                                                                  |
| 18 oktober 1997 | Kazachstan                            | 3 – 0 | Verenigde Arabische Emiraten | Almatı Ortalıq Stadionı, Almaty Toeschouwers: 18.000 Scheidsrechter: Nik Ahmad Haji Yaakub (MAS) |
| 18 oktober 1997 | Sparyshev 55' Yevteyev 64' Yurist 75' |       |                              | Almatı Ortalıq Stadionı, Almaty Toeschouwers: 18.000 Scheidsrechter: Nik Ahmad Haji Yaakub (MAS) |

|                 |                                           |       |            |                                                                                               |
| 25 oktober 1997 | Oezbekistan                               | 4 – 0 | Kazachstan | Pakhtakor Markaziystadion, Tasjkent Toeschouwers: 25.000 Scheidsrechter: Hassan Al Ajmi (OMA) |
| 25 oktober 1997 | Shkvirin 19', 33' Fedorov 44' Kasimov 71' |       |            | Pakhtakor Markaziystadion, Tasjkent Toeschouwers: 25.000 Scheidsrechter: Hassan Al Ajmi (OMA) |

|                 |          |       |                              |                                                                                     |
| 26 oktober 1997 | Japan    | 1 – 1 | Verenigde Arabische Emiraten | Olympisch Stadion, Tokio Toeschouwers: 56.000 Scheidsrechter: Rodrigo Badilla (CRC) |
| 26 oktober 1997 | Lopes 4' |       | Mubarak 37'                  | Olympisch Stadion, Tokio Toeschouwers: 56.000 Scheidsrechter: Rodrigo Badilla (CRC) |

|                 |            |                     |       |                                                                                    |
| 1 november 1997 | Zuid-Korea | 0 – 2               | Japan | Olympisch Stadion, Seoel Toeschouwers: 75.000 Scheidsrechter: Esse Baharmast (USA) |
| 1 november 1997 |            | Nanami 2' Lopes 37' |       | Olympisch Stadion, Seoel Toeschouwers: 75.000 Scheidsrechter: Esse Baharmast (USA) |

|                 |                              |       |             |                                                                                      |
| 2 november 1997 | Verenigde Arabische Emiraten | 0 – 0 | Oezbekistan | Sjeik Zayidstadion, Abu Dhabi Toeschouwers: 30.000 Scheidsrechter: Khaled Dalu (SYR) |
| 2 november 1997 |                              |       |             | Sjeik Zayidstadion, Abu Dhabi Toeschouwers: 30.000 Scheidsrechter: Khaled Dalu (SYR) |

|                 |                                                        |       |              |                                                                                        |
| 8 november 1997 | Japan                                                  | 5 – 1 | Kazachstan   | Olympisch Stadion, Tokio Toeschouwers: 56.032 Scheidsrechter: Mario van der Ende (NED) |
| 8 november 1997 | Akita 11' Nakata 15' Nakayama 44' Ihara 66' Takagi 88' |       | Yevteyev 73' | Olympisch Stadion, Tokio Toeschouwers: 56.032 Scheidsrechter: Mario van der Ende (NED) |

|                 |                              |       |                                        |                                                                                         |
| 9 november 1997 | Verenigde Arabische Emiraten | 1 – 3 | Zuid-Korea                             | Sjeik Zayidstadion, Abu Dhabi Toeschouwers: 1.800 Scheidsrechter: Piero Ceccarini (ITA) |
| 9 november 1997 | Zuhair Bakheet 58'           |       | Lee Sang-Yoon 11' Kim Do-Hoon 42', 67' | Sjeik Zayidstadion, Abu Dhabi Toeschouwers: 1.800 Scheidsrechter: Piero Ceccarini (ITA) |

## Play-off
De play-off wedstrijd werd gespeeld in Maleisië en het werd een aantrekkelijke wedstrijd met wisselende kansen. In de eerste helft was Japan de betere ploeg en werd beloond met een 1-0 voorsprong via routinier en publiekslieveling Masashi Nakayama. In de tweede helft kreeg een wedstrijd een andere wending en bleek vooral de kwetsbaarheid van de Japanse verdediging, de 1-1 ontstond door collectief falen van de verdediging inclusief de doelman, bij het tweede doelpunt was de Iraanse topscorer Ali Daei van het Duitse Arminia Bielefeld veel te lang voor de kleine verdediging. Japan leep rijp voor de sloop, maar een kwartier voor tijd maakte men gelijk. De verlenging was zenuwslopend, een "golden goal" kon de wedstrijd beslissen en Japan viel onverdroten aan, gebrek aan scherpte leverde geen doelpunt op. Nadat Iran een grote kans miste, werd een lange solo half verwerkt door de Iraanse doelman, waarna invaller Masayuki Okano het winnende doelpunt verzorgde. Nu lukte wat voor het laatste WK in de laatste seconde misging, Japan speelde leuk, aanvallend voetbal, maar met weinig techniek en een kwetsbare verdediging. Iran kreeg nog een één kans: een play-off over twee wedstrijden tegen Australië.
|                                |                    |              |                                |                                                                                                   |
| 16 november 1997 21:00 (UTC+8) | Iran               | 2 – 3 (n.v.) | Japan                          | Larkinstadion, Johor Bahru (Maleisië) Toeschouwers: 22.000 Scheidsrechter: Manuel Diaz Vega (ESP) |
| 16 november 1997 21:00 (UTC+8) | Azizi 46' Daei 58' |              | Nakayama 39' Jo 75' Okano 118' | Larkinstadion, Johor Bahru (Maleisië) Toeschouwers: 22.000 Scheidsrechter: Manuel Diaz Vega (ESP) |

Japan gekwalificeerd voor de Intercontinentale play-off.

## Intercontinentale play-off
Australië was verrewege het beste team van Oceanië, had in de jaren tachtig nog concurrentie van Nieuw-Zeeland, maar de "Kiwi's" werden makkelijk terzijde geschoven: 2-0 en 3-0 overwinningen. Coach was de Engelsman Terry Venables, die twee jaar daarvoor met Engeland de halve finale van het EK haalde. Australië had veel gelouterde profs in het buitenland. Australië moest zich altijd plaatsen ten opzichte van ploegen uit een ander continent, maar na de sterkere tegenstanders uit Europa en Zuid-Amerika zag men mogelijkheden tegen een tegenstander uit Azië. Iran had zich allang kunnen plaatsen, maar verloor op het beslissende moment een wedstrijd tegen Qatar en verloor de daardoor noodzakelijke play-offwedstrijd tegen Japan.
De eerste wedstrijd werd bijgewoond door liefst 130.000 Iraniërs, de wedstrijd eindigde in 1-1 en had Australië genoeg een 0-0 gelijkspel. Australië had geen team om af te wachten en trok overtuigend ten aanval en Iran was de kluts volledig kwijt: binnen tien minuten hadden de "Socceroos" al vier enorme kansen gemist, met name Aurelio Vidmar miste scherpte. De voorsprong kon echter niet uitblijven en de jonge Harry Kewell scoorde het eerste doelpunt, net als in de uitwedstrijd tegen Iran. In de tweede  helft leek de beslissing gevallen te zijn, Vidmar scoorde nu wel en Frankrijk kwam dichterbij. Plotseling werd het doel gestaakt door de aanwezigheid van een onverlaat, de wedstrijd lag stil, Australië was uit zijn ritme en Iran kon zich voorbereiden voor een comeback in de wedstrijd. Australië bleef kansen missen, maar na 70 minuten raakten een aantal spelers vermoeid en Iran rook opeens zijn kans. Bagheri scoorde een doelpunt, dat rook naar buitenspel en Venables zag in, dat het team ververst moest worden. Echter twee minuten later brak Iran opeens door met twee spelers, waarbij Azizi scoorde, binnen twee minuten was de uitgangspositie van Australië veranderd. Merkwaardigerwijze werd bij de aftrap de twee vooraf geplande wissels doorgevoerd, twee verdedigende spelers, terwijl Australië nu niet een voorsprong moest verdedigen, maar een doelpunt nodig had. Ze kregen nog kleine kansjes, maar de overtuiging was weg. Australië had acht wedstrijden gespeeld deze kwalificatie, zes gewonnen en twee gelijk gespeeld, maar was toch uitgeschakeld. De wedstrijd ging de geschiedenis in als het grootste dieptepunt in Australische sport.
|                                   |           |       |            |                                             |
| 22 november 1997 15:30 (UTC+3:30) | Iran      | 1 – 1 | Australië  | Azadistadion, Teheran Toeschouwers: 128.000 |
| 22 november 1997 15:30 (UTC+3:30) | Azizi 39' |       | 19' Kewell | Azadistadion, Teheran Toeschouwers: 128.000 |

|                                 |                       |       |                       |                                                                                            |
| 29 november 1997 20:15 (UTC+11) | Australië             | 2 – 2 | Iran                  | Melbourne Cricket Ground, Melbourne Toeschouwers: 98.000 Scheidsrechter: Sándor Puhl (HUN) |
| 29 november 1997 20:15 (UTC+11) | Kewell 32' Vidmar 48' |       | 75' Bagheri 79' Azizi | Melbourne Cricket Ground, Melbourne Toeschouwers: 98.000 Scheidsrechter: Sándor Puhl (HUN) |

Iran gekwalificeerd voor het hoofdtoernooi omdat ze meer doelpunten in de uitwedstrijd hadden gescoord.